# Scolopia saeva
Scolopia saeva là một loài thực vật có hoa trong họ Liễu. Loài này được (Hance) Hance miêu tả khoa học đầu tiên năm 1862.